# Prime Brook
Prime Brook är ett vattendrag i Kanada.   Det ligger i provinsen Nova Scotia, i den östra delen av landet, 1 200 km öster om huvudstaden Ottawa. Prime Brook ligger på ön Kap Bretonön.
I omgivningarna runt Prime Brook växer i huvudsak blandskog. Runt Prime Brook är det ganska glesbefolkat, med 34 invånare per kvadratkilometer.